# Enrique A. Petracchi
Enrique Petracchi (también Petrachi; fl. 1836-1852) fue un diplomático español de origen italiano. Entre 1843 y 1852 fue cónsul general de España en el Consulado General de España en Alejandría en Egipto durante el valiato de Mehmet Alí.

## Biografía
Enrique Petracchi era de origen italiano y probablemente formara parte de la numerosa comunidad italiana residente en esa época en Alejandría, entonces importante metrópolis de unos 100,000 habitantes. Se conoce poco de su vida anterior a su etapa en el consulado de España. Era hermano de Annibal Petracchi (también Petrachi), quien trabajó junto con él en el consulado español de Alejandría. En 1836, Enrique Petracchi figura en la Gaceta de Madrid como "caballero de la Real orden de Isabel la Católica" y con el cargo de "vicecónsul en el Cairo". En 1843, sustituyendo a D. Juan Camps y Soler, pasaría a ser cónsul general del reino de España en Alejandría, cargo que desempeñaría hasta 1852. Petrachi ocupó el consulado durante un período clave para este país africano; Egipto se encontraba en un proceso de rápido desarrollo y expansión de la mano de su ambicioso vali, Mehmet Alí (1805-1848). Durante esta etapa Petrachi residió en el Hotel de Oriente, sede oficial del consulado general en Alejandría, junto con su esposa, de origen turco, y sus hijos. Como era costumbre en la época, tenía bajo su servicio a varios esclavos. En su palacio solía recibir a viajeros europeos de diferente índole, tales como el médico, botánico y geólogo alemán Franz Wilhelm Junghuhn.
Su sucesor en el cargo de cónsul general sería, por un breve período, Carlos España y, luego, Jaime Baguer y Ribas.
Varios nietos de los hermanos Petracchi emigraron, desde Alejandría, a los Estados Unidos durante los primeros años del S. XX.